# Singida Black Stars Football Club
Actualités
Le Singida Black Stars Football Club, plus couramment abrégé en Singida Black Stars, est un club tanzanien de football basé dans la ville de Mtipa, dans la région de Singida. 

## Histoire
Le club est fondé en 2016 sous le nom Ihefu FC et évolue à Mbeya, en 2018 il est promu en deuxième division puis en 2020 en Premier League de Tanzanie. Le club ne séjournera qu'une saison dans l'élite mais fera son retour en 2022.
En janvier 2024 le club en difficulté financière est racheté et transféré dans la région de Singida, il change également de nom et devient le Singida Black Stars FC.
En 2025 le club arrive en finale de la Coupe de Tanzanie où il sera battu par le champion Young Africans, il termine également la saison 2024-2025 à la quatrième place du championnat et obtient une première qualification en Coupe de la confédération 2025-2026.

## Palmarès
| Compétitions nationales                   |
| ----------------------------------------- |
| - Coupe de Tanzanie : - Finaliste : 2025. |